# 東方憑依華 〜 Antinomy of Common Flowers.
『東方憑依華 〜 Antinomy of Common Flowers.』（とうほうひょういばな アンティノミー・オブ・コモン・フラワーズ）とは、同人サークル黄昏フロンティア及び上海アリス幻樂団制作の対戦型格闘ゲームである。公式に東方Project第15.5弾とナンバリングがなされている。
本項では、以降は『憑依華』と称する。その他の本項で使用されている東方Projectの関連の略称については、東方Project#凡例を参照。

## 概要
本作は2017年12月29日のコミックマーケット93にて頒布され、のちに同人ショップ等で委託販売されたほか、2018年1月5日にはSteamでの配信が開始された。また、2021年4月22日にはパブリッシャーPhoenixxのもとでNintendo SwitchとPlayStation 4への移植販売が予定されている。
東方projectの公式作品が移植されるのは、PlayStation 4版は前作である東方深秘録から2作目になるが、Nintendo Switch版は本作が初となる。

## システム
本作は、使用キャラクターとして「マスター」と「スレイブ」の2人を選出するタッグバトル形式を採用しており、バトル中に交代しながら戦いを繰り広げていく。
キャラクター選出時、マスターはスペルカードを3枚の中から1枚選ぶこととなる。

## あらすじ
幻想郷では、ある人物が他の誰かに入れ替わる「完全憑依」という異変が発生しており、その原因は幻想郷の住人達のうわさが「都市伝説異変」によって具現化したものだった。霊夢たちを始め、数々のキャラクターがその異変を調査、解決に向かう。
博麗霊夢＆茨木華扇 「広がる完全憑依の噂」
広がり始めた完全憑依異変の噂の実態を暴くべく、調査を開始する。全4ステージ。
霧雨魔理沙＆古明地こいし 「純粋に楽しむ二人」
同時期に行動した霊夢と対照的に、戦いを楽しみながら完全憑依の仕組みを学びつつ調査に赴く。その後、霊夢に案内されたライブステージにて、紫からのアドバイスで最凶の二人と相見える。全5ステージ。
河城にとり＆秦こころ 「完全憑依を調査せよ！」
人工的な完全憑依のサンプルを得るために調査に出るが、菫子とスレイブしたドレミーに出会うことで、完全憑依は夢の世界を支配することを知る。全5ステージ。
二ツ岩マミゾウ＆藤原妹紅 「強さを求める二人」
強さを求めて完全憑依戦を繰り広げるうちに、鈴仙に人が集まるイベントを教えてもらい、そこで紫、そして最凶の二人に挑む。全5ステージ。
豊聡耳神子＆聖白蓮 「最強超人の二人」
調査のために二人の使いである布都と一輪に完全憑依の協力を求めたのち、観客の前で演説をするためにライブステージへ向かう。そこで紫、そして最凶の二人に挑む。全5ステージ。
物部布都＆雲居一輪 「お互い譲れぬ二人」
教の違いで仲の良くない二人がスレイブとマスターを入れ替えながら戦ううち、布都がスレイブ中に突然夢の世界に迷い込み、一輪も巻き添えを食らってしまう。その後は恩師の白蓮、神子に調査を報告しに向かう。全5ステージ。
鈴仙・優曇華院・イナバ＆ドレミー・スイート 「狂気の兎」
完全憑依でドレミーが見せる性格の変わった夢の世界の鈴仙が現の世界で一暴れを試みる。全4ステージ。対戦相手は東方深秘録エクストラストーリーと同じである。
宇佐見菫子＆ドレミー・スイート 「幻想郷は夢か現か」
現の世界にいた菫子が、突然夢の世界に迷い込んでしまう。そこで出会った（実際は既に完全憑依していた）ドレミーに出会い、普段から夢の世界の菫子自身を追い出して現の自身が乗っ取っていること、それに伴って夢の世界の自身が抑圧に耐えられず現の世界で暴れていることを知ることになる。全5ステージ。
比那名居天子＆少名針妙丸 「天から来た傍若無人」
完全憑依の相手を探しているうちにやがて互いに好相性となった二人が、地上を支配するために降臨する。全5ステージ。
八雲紫＆博麗霊夢 「最凶最悪の二輪の華」
天子と針妙丸が戦ううちに針妙丸が戦いの途中でスレイブを入れ替えたことで、最凶の二人の能力の仕組みに気が付いた紫は、スレイブ側の霊夢と協力し、最凶の二人と戦う。全1ステージでシナリオの中では最短。
依神女苑＆依神紫苑 「完全憑依の副作用」
異変後、完全憑依が夢の世界に干渉することを紫苑から知った女苑は、紫の依頼で紫苑と共に現の世界で暴れている「夢の世界の住人」を捕らえに向かうことになった。全6ステージでシナリオの中では最も長い。このシナリオでは戦闘相手が全て「夢の世界の住人」であることから、スレイブ側は全てドレミー・スイートが担うことになっている。

## 登場人物

### 新規の登場人物
ここでは、『憑依華』が初出の登場人物を解説する。
依神女苑（よりがみ じょおん）
疫病神、またの名を財禍を操る神。紫苑の双子の妹で自機側は常にマスター。「富をもたらす女神」と自称するがそれは周囲ではなく自身に対する富を表現していることから性格は極悪非道そのものであり、他者を害することを何とも思っておらず、金は無くなれば奪えばいいと豪語し、実の姉にすら罵声を浴びせる。また、貧乏神の姉を相手に憑依させて強制的に敗北させるなど、用意周到な面も持つ。実際は貧乏神の姉を相手に憑依させた上で互いのスレイブを交換し、自身が敗北する瞬間に相手のマスターに倒させ、そのマスターも貧乏神の姉の能力で不運に巻き込ませて強制敗北に至らしめる役割である。
今回の異変の黒幕であり、不特定多数の人物に憑依して自身の「財産を消費させる程度の能力」により富を巻き上げることが目的であった。
この作戦で何人もの相手の強制敗北を成功させたが、最終的にその策略を紫に見破られ、紫の能力でマスターになった霊夢のスレイブにされてしまう（逆にスレイブ側にいた紫苑がマスターになり、紫がスレイブになる）。そのためか富をもたらす能力が暴走し、スーパー貧乏神と化した紫苑を倒そうとする霊夢を逆に手助けする羽目になってしまった。異変後は反省して命蓮寺にて白蓮のもとで修行していたが、満足を得られずに結局逃亡。その後は再び人間に扮して客から富を巻き上げる生活を送っていた。それでも、「富を失っても不幸ではないと感じる人間」をターゲットにするにあたり少なからず成長はしている模様。
依神紫苑（よりがみ しおん）
貧乏神、またの名を財禍から守ってくれる神。女苑の双子の姉で自機側は常に女苑のスレイブ。異変では自身が対戦相手に完全憑依して勝運をなくして強制敗北させるという役割を持つ。性格は自身の「自分も含めて不運にする程度の能力」によりどんなに頑張っても不幸になるだけであることもあり、無気力。だが本気を出すと、それまでに対象から失われた財産、運気が借金、不運となってため込み続けてきたパワーを爆発させ、スーパー貧乏神と化して周囲に不運を撒き散らす。
貧乏神故に幻想郷の住人からも忌み嫌われ、異変後は引き取り先がいないことから博麗神社境内で霊夢のお手伝いをしていたが、紫の依頼を遂行した後は運気の落ちることのない天子と友人関係になった。実は完全憑依が夢の世界に干渉していることを知っている。

### 既存の登場人物とストーリー

#### 既存の登場人物
ここでは、『憑依華』が初出ではない登場人物を解説する。また、以下の登場人物以外にも、ステージ終盤での「太陽のライブステージ」の背景では、プリズムリバー三姉妹と堀川雷鼓が演奏をしている。
博麗霊夢
霧雨魔理沙
茨木華扇
藤原妹紅
少名針妙丸
雲居一輪&雲山
聖白蓮
物部布都
豊聡耳神子
河城にとり
古明地こいし
二ツ岩マミゾウ
秦こころ
宇佐見菫子
鈴仙・優曇華院・イナバ
ドレミー・スイート
八雲紫
比那名居天子
一部のストーリーモードのエンディングでは蓬莱山輝夜が登場する。

## 音楽
前作の東方深秘録からそのまま収録された曲も含め、今作は全58曲が収録されており、これは歴代の作品の中でも最も収録曲が多い。
1. 異変の種子 - 作曲：あきやまうに
2. 憑依投合 - 作曲：あきやまうに
3. 連帯責人 - 作曲：あきやまうに
4. 合縁奇縁 - 作曲：あきやまうに
5. 異心同体 - 作曲：あきやまうに
6. 壮言大語 - 作曲：あきやまうに
7. 知略縦横 - 作曲：あきやまうに
8. 意気揚々 - 作曲：あきやまうに
9. 開演間近 - 作曲：あきやまうに
10. 天衣無縫 ~ Yellow Lily - 作曲：あきやまうに
11. 地の色は黄色 ～ Primrose - 作曲：あきやまうに
12. マッシュルーム・ワルツ - 作曲：あきやまうに
13. 聖輦船空を往く - 作曲：あきやまうに
14. 法力の下の平等 - 作曲：あきやまうに
15. 恒常不変の参廟祀 - 作曲：あきやまうに
16. 光輝く天球儀 - 作曲：あきやまうに
17. 沢の河童の技術力 - 作曲：あきやまうに
18. 地底に咲く薔薇 - 作曲：あきやまうに
19. 深緑の狸森にて - 作曲：あきやまうに
20. 心綺楼演舞 - 作曲：あきやまうに
21. 不滅のレッドソウル - 作曲：あきやまうに
22. 落日に映える逆さ城 - 作曲：あきやまうに
23. 千の試練を超えて - 作曲：あきやまうに
24. 夢世界フォークロア - 作曲：あきやまうに
25. 永遠に続く回廊 - 作曲：あきやまうに
26. スリープシープ・パレード - 作曲：あきやまうに
27. 至る有頂天 - 作曲：あきやまうに
28. オカルトアトラクト - 作曲：あきやまうに
29. ネオ竹林インフレイム - 作曲：あきやまうに
30. 億万劫の鐘 - 作曲：あきやまうに
31. 二色蓮花蝶 ～ Red and White - 作曲：ZUN アレンジ：コンプ（豚乙女）
32. 恋色マスタースパーク - 作曲：ZUN アレンジ：oiko
33. 時代親父とハイカラ少女 - 作曲：ZUN アレンジ：しゃばだば（Sound CYCLONE）
34. 感情の摩天楼 ～ Cosmic Mind - 作曲：ZUN アレンジ：NYO（Silver Forest）
35. 大神神話伝 - 作曲：ZUN アレンジ：鯛の小骨
36. 聖徳伝説 ～ True Administrator - 作曲：ZUN アレンジ：鷹（CROW'SCLAW）
37. 芥川龍之介の河童 ～ Candid Friend - 作曲：ZUN アレンジ：ゆうゆ
38. ハルトマンの妖怪少女 - 作曲：ZUN アレンジ：岸田（岸田教団）
39. 幻想郷の二ッ岩 - 作曲：ZUN アレンジ：秀三（石鹸屋）
40. 亡失のエモーション - 作曲：ZUN アレンジ：どぶウサギ
41. 月まで届け、不死の煙 - 作曲：ZUN アレンジ：ziki_7
42. 輝く針の小人族 ～ Little Princess - 作曲：ZUN アレンジ：ぴずや
43. 華狭間のバトルフィールド - 作曲：ZUN アレンジ：Kou Ogata
44. ラストオカルティズム ～ 現し世の秘術師 - 作曲：ZUN アレンジ：ARM
45. 狂気の瞳 ～ Invisible Full Moon - 作曲：ZUN アレンジ：ビートまりお
46. 永遠の春夢 - 作曲：ZUN アレンジ：狐夢想
47. 有頂天変 ～ Wonderful Heaven - 作曲：ZUN アレンジ：紅い流星
48. 夜が降りてくる ～ Evening Star - 作曲：ZUN アレンジ：Elementas
49. アンノウンX ～ Occultly Madness - 作曲：ZUN
50. 憑坐は夢と現の間に ～ Necro-Fantasia - 作曲：ZUN
51. 今宵は飄逸なエゴイスト (Live Ver) ～ Egoistic Flowers - 作曲：ZUN
52. 行雲流水 - 作曲：あきやまうに
53. 疑惑の芽生え - 作曲：あきやまうに
54. 未だ蕾む憑依華 - 作曲：あきやまうに
55. 真相へ繋がる枝葉 - 作曲：あきやまうに
56. 咲き誇る憑依華 - 作曲：あきやまうに
57. 舞い散る憑依華吹雪 - 作曲：あきやまうに
58. 悠久の蒸気機関 - 作曲：あきやまうに アレンジ：Kou Ogata

## 反響

### 評価
IGNの畑史進は、『心綺楼』や『深秘録』のようなひねくれたシステムが取り払われ、シンプルなシステムや簡易なコマンドによって、東方初心者や格闘ゲームが苦手な人でも遊びやすくなったと評価し、ラスボスである依神姉妹の特性を利用した展開などにはハッとさせられたとも述べている。
また、畑はオンライン格闘ゲームとしてのバランスがとれていると評価した。
その一方で、畑は、キャラクターの人選に偏りがあることを指摘しており、特に知名度の高いキャラクターが集中する『紅魔郷』や『花映塚』から一人も登場していない点を疑問視した。

## 関連作品
完全憑依ディスコグラフィ
本作のオリジナルサウンドトラック。第15回博麗神社例大祭（2018年5月6日）にて頒布された。